# Ricardo Cruz
Ricardo Schiesari Barreto Cruz es un cantante brasilero, y único miembro extranjero del supergrupo japonés JAM Project. Además de cantante, suele hacer traducciones de algunas series de manga, ya que habla fluidamente el japonés.

## Biografía
Su primer contacto con JAM Project fue a través del miembro Hironobu Kageyama, durante Anime Friends en el año 2003, convención de anime que se realiza en Brasil anualmente y se caracteriza por ser el de más grande y de mayor concurrencia de Latinoamérica. 
Allí conoció a Hironobu Kageyama quien gustó mucho de su voz al oírlo cantar y lo invitó a que le enviara un demo suyo.
Ese demo le permitió ganar un concurso que se llevaba a cabo en Japón con motivo de encontrar un nuevo miembro para JAM Project. 
Participó por primera vez en el estudio de grabación en el año 2005 con el tema Neppu Shippu Cybuster!, del anime Cybuster, incluido en el sencillo Meikyuu no Prisioner.
Cabe destacar que para el disco de larga duración Get Over the Border compuso la letra del tema Sempre Sonhando (siempre soñando, en portugués) para el cual Kageyama puso la música.
Su primer concierto con la banda fue en el año 2007, concierto que quedó registrado en el cuarto DVD en vivo llamado "JAM Project JAPAN CIRCUIT 2007 -Break Out-".
En el año 2009, comenzó un proyecto junto a Kouji Wada el cual fue la composición del tema SEM BARREIRAS ~Kegarenaki Jidai he~, una canción en portugués y japonés que al año siguiente estaría incluido en el disco Kazakami no oka kara de Wada.
En el año 2010, el día 17 de septiembre participó de uno de los acontecimientos más importantes de la historia de JAM Project, el concierto que juntaría a todos los miembros que formaron parte de la banda (exceptuando a Rica Matsumoto) bajo el nombre "Reunión". En él compartirían escenario: Kageyama, Endoh, Kitadani, Okui, Fukuyama, Sakamoto, Mizuki y Cruz.
Alterna su labor musical con la periodística, ya que escribe para una revista que trata temas como política, literatura, etc.
Cabe destacar también su trabajo en el mundo del Anime, fue traductor de varios Mangas en su edición brasilera publicadas por Panini Comics Brasil. Además, también participó en el ambiente del doblaje ser el intérprete de las versiones en portugués de los temas de apertura de las series HunterxHunter y de los OVA de Saint Seiya: The Hades - Chapter Inferno.
En 2017, comenzó un nuevo proyecto musical, la banda de heavy metal Danger3, junto a sus compatriotas Larissa Tassi y Rodrigo Rossi. Surgió cuando los cantantes se reunieron en el XX aniversario de Saint Seiya en Brasil con el concepto de crear música original para lanzamientos japoneses en su país. Su primer sencillo, "Neo Tokyo", publicado digitalmente en julio, contiene tres canciones basadas en el popular manga Akira.

## Traducciones de mangas
- Bleach: tomos 1-24
- Full Metal Panic
- Naruto: tomos 1-16
- Vampire Knight: tomos 1-2

## Trabajos en doblaje
- Tema de apertura del anime Hunter x Hunter (1999)
  1. Canción: Ohayou
- Segundo tema de apertura de Saint Seiya Hades
  1. Canción: Megami no Senshi ~Pegasus Forever~
- Segundo y tercero temas de apertura del anime Saint Seiya Omega
  1. Canciones: Next Generation y Saint Evolution con Edu Falaschi, Rodrigo Rossi y Larissa Tassi
- Sexto tema de cierre del anime Dragon Ball Super
  1. Canción: Chǎofàn MUSIC

## Discografía

### Solista

#### EP
- "On the rocks" (2014)

### Danger3

#### Singles
- "Neo Tokyo" (2017)

### Participaciones

#### Aquaria
- Disco: Shambala

Canción: Neo (feat. Hironobu Kageyama)

#### Koji Wada
- Disco: Kazakami no oka kara

Canción: SEM BARREIRAS ~Kegarenaki Jidai he~ feat. Ricardo Cruz

#### Hironobu Kageyama
- Disco: ROCK JAPAN

Canción: CROSS WORLD ~Oretachi no frontier spirit~ (Composición)

#### Comitiva do Rock
Canción: Día de Anime!

#### JAM Project

##### Álbumes
- Olympia ~JAM Project BEST COLLECTION IV~
- Big Bang ~JAM Project BEST COLLECTION V~
- Get over the Border ~JAM Project BEST COLLECTION VI~
- SEVENTH EXPLOSION ~JAM Project BEST COLLECTION VII~

##### Singles
- [22.06.2005] Meikyuu no Prisioner
- [27.04.2007] STORMBRINGER
- [27.05.2009] Rescue fire
- [05.08.2009] Shugoshin - The guardian
- [11.11.2009] Bakuchin Kanryou! Rescue Fire
- [21.04.2010] Transformers EVO
- [25.01.2012] Waga na wa Garo (Voz y Composición)
- [10.07.2013] Mirai he no Chikai
- [02.07.2014] Mirai he no Daikoukai - Great Voyage
- [22.02.2015] Kessen - The Final Round

##### Conciertos en DVD
- JAM Project JAPAN CIRCUIT 2007 Break Out
- JAM Project JAPAN FLIGHT 2008 No Border
- JAM Project Hurricane Tour 2009 ~Gate of the Future~

#### Anime OSTs
- Tari Tari [26.09.2012]
  - "Amigo! Amigo!" (como "Condor Queens" junto a Eduardo Costa y Rafael Ryuji)